# Odd Lirhus
Odd Lirhus, né le 18 septembre 1956 à Voss, est un biathlète norvégien.

## Biographie
Chez les juniors, il est champion du monde de l'individuel et du relais en 1977.
Il monte sur cinq podiums aux Championnats du monde, dont avec une médaille d'or sur l'individuel en 1978 et la médaille d'argent du sprint en 1979. Il est médaillé d'argent aux Jeux olympiques d'hiver de 1984 en relais. En 1984, il dispute sa dernière saison dans l'élite, y gagnant sa deuxième course en Coupe du monde à l'individuel de Falun.
Dans les années 2000, il entraîne l'équipe féminine de Norvège, avec parmi ses membres Liv Grete Poirée, qui attribue fortement ses succès à son travail. Il est ensuite l'un des entraîneurs de Kati Wilhelm, l'aidant à remporter plusieurs titres.

## Palmarès

### Jeux olympiques d'hiver
| Épreuve / Édition   | Individuel | Sprint | Relais |
| ------------------- | ---------- | ------ | ------ |
| JO 1980 Lake Placid | 23e        | 7e     | 4e     |
| JO 1984 Sarajevo    | 24e        | -      | Argent |

### Championnats du monde
- Mondiaux 1978 à Hochfilzen :
  -  Médaille d'or sur l'individuel.
  -  Médaille d'argent en relais.
- Mondiaux 1979 à Ruhpolding :
  -  Médaille d'argent en sprint.
- Mondiaux 1982 à Minsk :
  -  Médaille d'argent en relais.
- Mondiaux 1983 à Antholz :
  -  Médaille de bronze en relais.

### Coupe du monde
- Meilleur classement général : 5e en 1983[4].
- 8 podiums individuels : 2 victoires, 4 deuxièmes places et 2 troisièmes places.
- 2 victoires en relais.

#### Liste des victoires
2 victoires (2 à l'individuel)
| Saison             | Date           | Lieu       | Discipline                               |
| ------------------ | -------------- | ---------- | ---------------------------------------- |
| 1977–78 1 victoire | 2 mars 1978    | Hochfilzen | 20 km individuel (Championnats du monde) |
| 1983–84 1 victoire | 6 janvier 1984 | Falun      | 20 km individuel                         |

### National
- Champion de Norvège du sprint en 1980[1].